# Tom DeSimone
Tom DeSimone (Cambridge (Massachusetts), 1939) és un director, escriptor, productor i editor nord-americà, potser més conegut per dirigir les pel·lícules de culte Chatterbox (1977), Hell Night (1981) i The Concrete Jungle" (1982).

## Carrera
DeSimone va començar la seva carrera com a director de nombroses pel·lícules per a adults a finals de la dècada de 1960, incloses diverses pel·lícules de pornografia gai sota el pseudònim de Lancer Brooks. La seva pel·lícula de 1970 The Collection va ser el primer llargmetratge gai amb classificació X que va incloure diàlegs i una trama. Més tard es va fer conegut per dirigir la culte pel·lícula Chatterbox (1977), produïda per Bruce Cohn Curtis. Curtis el contractaria llavors per dirigir la seva pel·lícula posterior, la pel·lícula de culte Hell Night (1981).
També va dirigir les pel·lícules The Concrete Jungle i Reform School Girls, i la sèrie de televisió Freddy's Nightmares i Dark Justice.

## Filmografia

### Pel·lícula
| Any  | Títol                                          | Notes               |
| ---- | ---------------------------------------------- | ------------------- |
| 1970 | How to Make a Homo Movie                       | Com Lancer Brooks   |
| 1970 | Dust Unto Dust                                 | Com Lancer Brooks   |
| 1970 | The Collection                                 | Com Lancer Brooks   |
| 1970 | The Upstairs Room                              |                     |
| 1970 | Inside A.M.G. (The Athletic Model Guild Story) | Documental          |
| 1971 | Lust in the Afternoon                          |                     |
| 1971 | Assault                                        | Com Lancer Brooks   |
| 1971 | Confessions of a Male Groupie                  |                     |
| 1972 | Chained                                        | Com Lancer Brooks   |
| 1972 | Prison Girls                                   | Com Thomas DeSimone |
| 1973 | Swap Meat                                      | Com Lancer Brooks   |
| 1973 | Sons of Satan                                  | Com Lancer Brooks   |
| 1973 | Games Without Rules                            | Com L. Brooks       |
| 1973 | Black Heat                                     | Com Lancer Brooks   |
| 1973 | Erotikus: A History of the Gay Movie           | Com L. Brooks       |
| 1973 | The Classified Caper                           | Com Lancer Brooks   |
| 1974 | Duffy's Tavern                                 | Com Lancer Brooks   |
| 1974 | Station to Station                             | Com L. Brooks       |
| 1974 | Everything Goes                                | Com L. Brooks       |
| 1974 | Bad, Bad Boys                                  | Com Lancer Brooks   |
| 1975 | Good Hot Stuff                                 | Com Thomas DeSimone |
| 1975 | Catching Up                                    |                     |
| 1977 | The Harder They Fall                           | Com Lancer Brooks   |
| 1977 | Chatterbox                                     |                     |
| 1977 | Heavy Equipment                                | Com Lancer Brooks   |
| 1978 | Hot Truckin'                                   | Com Lancer Brooks   |
| 1979 | Gay Guide to Hawaii                            |                     |
| 1979 | The Idol                                       |                     |
| 1979 | Gettin' Down                                   | Com Lancer Brooks   |
| 1980 | Wet Shorts                                     |                     |
| 1980 | The Dirty Picture Show                         | As De Simone        |
| 1981 | Hell Night                                     |                     |
| 1982 | The Concrete Jungle                            |                     |
| 1982 | Skin Deep                                      | Com Lancer Brooks   |
| 1984 | Savage Streets                                 | Uncredited          |
| 1985 | Bi-Coastal                                     | Com Lancer Brooks   |
| 1985 | Bi-bi Love                                     | Com Lancer Brooks   |
| 1986 | Reform School Girls                            |                     |
| 1988 | Angel III: The Final Chapter                   |                     |
| 1997 | Coming Distractions                            | Com Lancer Brooks   |

### Televisió
| Any    | Títol                    | Notes       |
| ------ | ------------------------ | ----------- |
| 1988–9 | Freddy's Nightmares      | 4 episodis  |
| 1991–2 | Super Force              | 6 episodis  |
| 1992–3 | Swamp Thing              | 3 episodis  |
| 1991–3 | Dark Justice             | 17 episodis |
| 1995   | Acapulco Bay             |             |
| 1996–7 | The Big Easy             | 4 episodis  |
| 1998   | Pensacola: Wings of Gold | 1 episodi   |
| 2002   | She Spies                | 2 episodis  |